# ラウル・ワレンバーグ
ラウル・グスタフ・ワレンバーグ（Raoul Gustaf Wallenberg, [ˌɹɑːʊl ˈvalːənbæɹʝ] スウェーデン語読みではラオル・グスタフ・ヴァレンベリ、1912年8月4日 - 1947年7月17日?）は、スウェーデンの外交官、実業家。第二次世界大戦末期のハンガリーで、迫害されていたユダヤ人の救出に尽力した。外交官の立場を最大限に活用して10万人にもおよぶユダヤ人を救い出すことに成功した。しかし、ブダペストのドイツ降伏後に進駐してきたソ連に逮捕されて行方不明となった。ワレンバーグの捜索は現代に至るまで続けられている。彼の曾祖父のグスタフ・オスカー・ワレンバーグは初代駐日公使として日本で働いた。

## 生涯

### 生い立ち

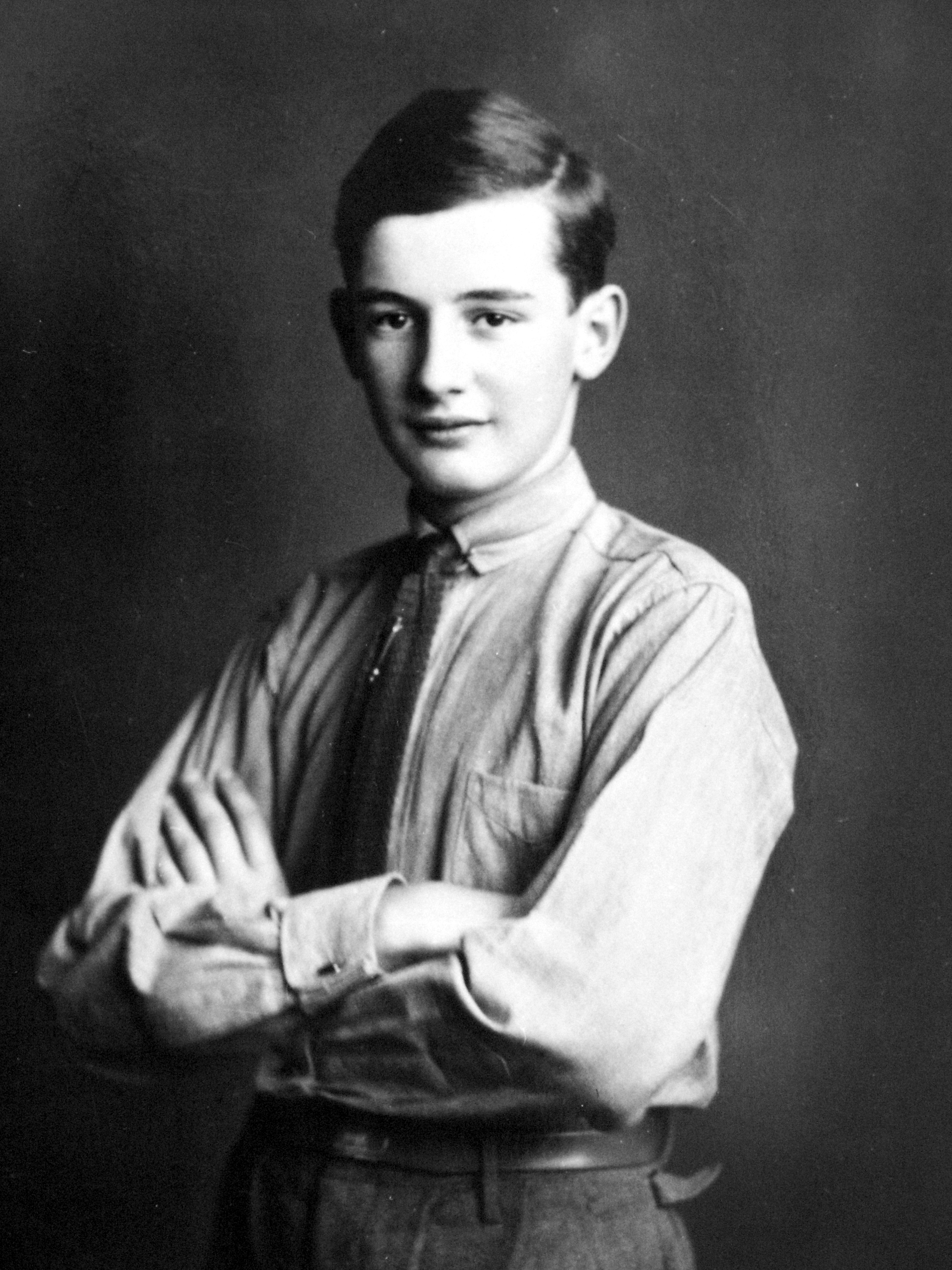
青年時代のワレンバーグ

ストックホルムの東にあるリーディンゴー島で1912年8月4日に生まれた。父親のラウル(1888〜1912)は息子が生まれる数ヶ月前に亡くなっていた。彼の一族は有名な銀行家一家であり、ラウルはやり手だった祖父グスタフ(1863〜1937)の薫陶を受けて育った。
高校を首席で卒業し、兵役をすますと、アメリカ合衆国のミシガン大学へ留学した。フランスにも留学経験があり、ワレンバーグは母国語であるスウェーデン語以外に、英語、ロシア語、ドイツ語、フランス語を喋ることができた。ミシガン大学で建築学をおさめてスウェーデンに帰国すると、世界を見てほしいという祖父の願いに応えて南アフリカやパレスティナで貿易商、銀行家として働いた。貿易商、銀行家を通じて、ナチスによるユダヤ人迫害を目撃する。1938年、ユダヤ系ハンガリー人貿易商コロマン・ラウアー（ラウエル・カールマーン）に見出されてその右腕となると、ヨーロッパの各地で活躍した。この時に、ハンガリーを3度訪問したことがある。

### ナチスとユダヤ人
当時のヨーロッパはナチス・ドイツによって席巻されていた。ナチスは1942年に悪名高い「ユダヤ人問題の最終的解決」計画を打ち出し、各地の強制収容所にユダヤ人を送り込んで絶滅させようとした。前後するが、1938年7月、ナチスドイツが併合したオーストリア（アンシュルス）においてユダヤ人迫害が進められていたことを契機として、フランスのエヴィアン＝レ＝バンで、国際難民会議が開催された。しかし、当会議に参加したアメリカをはじめとする全32か国は、ユダヤ人を難民として受け入れることは、わずかな例外を別として拒絶した。また、会議では、ナチスドイツを非難する声明も出されなかった。徐々にナチスの残虐行為の実体があきらかになると世論は変化し、1944年に入ると再選を目指した米国のルーズベルト大統領がユダヤ人ロビーを無視できなくなり、戦争難民局を設置させた。
1944年3月、マルガレーテI作戦によりハンガリー王国はドイツ軍の占領下に置かれた。同年5月、ハンガリー国内のユダヤ人がアウシュヴィッツ＝ビルケナウ強制収容所へ最初の移送列車が出発するなど危機が迫っていた。戦争難民局はハンガリーへ派遣できる人材を探しはじめ、中立国スウェーデンに打診。スウェーデン側がハンガリーのユダヤ人社会の代表たちの意見を聞き、そのなかにコロマン・ラウアーがいたため、ワレンバーグに白羽の矢がたった。

### ユダヤ人保護活動

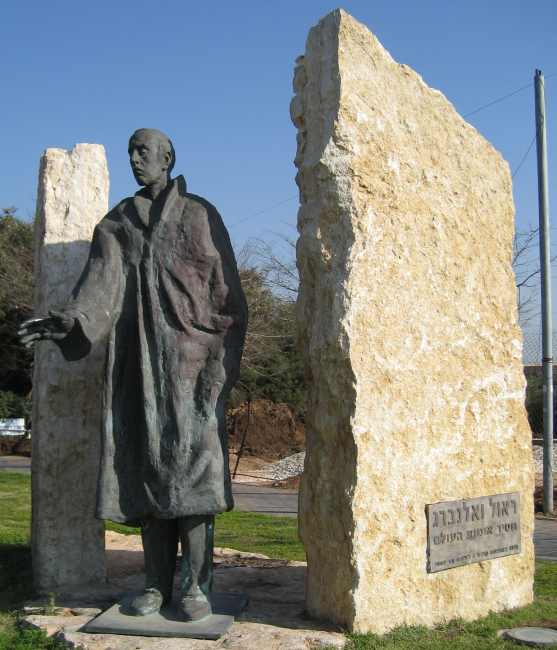
テルアビブにあるワレンバーグの銅像

ハンガリーにてユダヤ人移送計画を行なったアドルフ・アイヒマン

ユダヤ人の窮状を知っていたワレンバーグは、危険を承知の上で1944年7月ハンガリーのブダペストに赴いた。
ワレンバーグはスウェーデン名義の保護証書（Schutz-pass）なるものを発行することでユダヤ人たちをスウェーデンの保護下におこうと考えた。これは国際法的にはまったく効力のないものであったが、杓子定規な書類仕事を好むナチス・ドイツの傾向を逆手にとり、不思議とよく機能し多くのユダヤ人の命を救った。つまり、これを作成し、配布することで、所持者はスウェーデンの保護下にあることになり、ナチスの手から救い出すことができたのである。保護証書は、スウェーデンの国旗があしらわれ、様々な署名や押印がなされ、文面は以下の通り記載されていた。
ブダペストのスウェーデン王国大使館は、前記の者がスウェーデン王国外務省によって承認された引き揚げ計画に基づき、スウェーデンへ旅行することを確認するものである。上記の者は、集団旅券に包括される。引き揚げが行われるまで、この文書の所持者とその居住地は、スウェーデン王国大使館の保護下にある。有効期間はスウェーデン入国後、14日目で満了する。
保護証書は、当初ハンガリー政府から1500枚までしか発行許可を得ていなかったが、ワレンバーグは、ハンガリー政府と交渉し（半ば脅迫し）、発行枚数を引き上げさせた。
他にもセーフハウスといわれる家を31軒確保し、ユダヤ人をスウェーデンの外交官特権で保護し、最も多い時で1万5千人のユダヤ人を受け入れていた。保護証書の発行業務に携わっていたユダヤ人は400人もいた。あるとき、ワレンバーグは多くのユダヤ人が貨物列車につめられてブダペスト駅から国境へ送られると聞くと、駅へ急行し、親衛隊の制止を無視して保護証書を配り、ついには列車の屋根に上って多くのユダヤ人に保護証書を渡した。そしてハンガリー国境を出る前に、外交官の権利によって多くのユダヤ人を解放することに成功した。
1944年10月15日、ハンガリーではドイツ軍によって政府が倒され（パンツァーファウスト作戦）、反ユダヤ主義の「矢十字党」が政権を握った（国民統一政府）。ドイツはさらなるユダヤ人迫害を実行するため、アドルフ・アイヒマンをハンガリーに送り込んだ。矢十字党政府と占領者のドイツ軍によってユダヤ人迫害は本格化された。その中で数万人のユダヤ人たちをハンガリー国境まで歩いて移動させ、そこから収容所へ送るという「死の行進」が実行された。道中で多くのユダヤ人が倒れたが、ワレンバーグはそこでもユダヤ人を救い出した。
ワレンバーグは、保護証書だけで救出したわけではなく、ユダヤ人にハンガリー語で書かれた身分証や、果ては予防接種記録などを提出させて、（ハンガリー語の読めない）ドイツ兵に突き出して、スウェーデン人であると詐称し救出したこともある。また、ワレンバーグはアイヒマンとも対峙し、アイヒマンに対して、戦争の大局は決しているため降伏をするよう勧告した。当然ながらアイヒマンは、ワレンバーグを快く思わっていなかった。ある日、ワレンバーグは、自身の車にトラックが衝突するなどの暗殺未遂の被害に遭う。アイヒマンは、「何度でもやるぞ」とワレンバーグを脅迫する。
1944年12月頃になると、ワレンバーグは賞金首になっていたため、地下に潜伏し、ユダヤ人の救出活動を行なっていた。その頃になると、ソ連軍がブダペスト至近に進軍していた。そのような状態であったが、ドイツ側並びに矢十字党は、ブダペストのゲットーに収容されているユダヤ人6万人又は7万人の絶滅を計画する。その情報を聞きつけたワレンバーグは、現地のドイツ軍司令官ゲルハルト・シュミートフーバーに対して、「ゲットーのユダヤ人を絶滅させた場合、私（ワレンバーグ）が、戦後の戦争犯罪の裁判において、証人として出廷する。」という手紙を送った。ワレンバーグの説得により、ゲルハルト・シュミットフーバーはゲットーの絶滅命令を撤回した

### 失踪

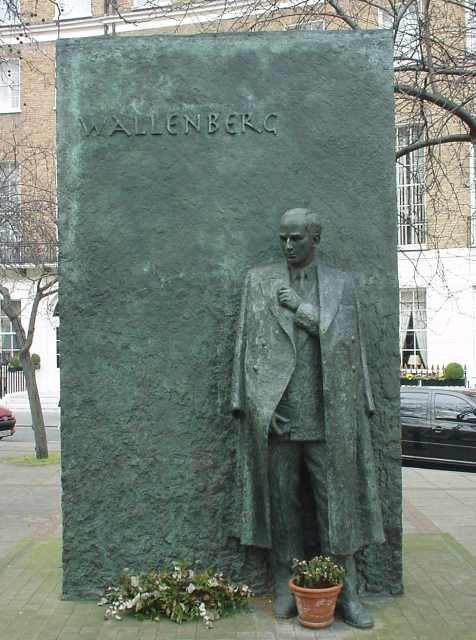
ロンドンにあるラウル・ワレンバーグ記念碑

1945年1月、ナチスを追い払ってソ連軍がブダペストへやってきた。1月17日、ついに肩の荷がおりたと感じたワレンバーグは、運転手のヴィルモシュ・ラングフェルダーを伴い、今後のユダヤ人の保護のあり方についてソ連軍指導部と会見すべく司令部へ向かった。ワレンバーグの仲間たちは止めたが、彼は笑顔で出て行った。これがワレンバーグの最後の姿となった。ワレンバーグは、ソ連軍司令部へ出立する際に、「私はソビエトの賓客としてもてなされるのか、囚人として扱われるのかはわからない。」と述べたとされる。

### 失踪後の足取り
ワレンバーグの失踪後の足取りは諸説ある。ワレンバーグは、ソ連軍司令官のロディオン・マリノフスキー元帥の元へ向かおうとしたが、同元帥の元にたどり着けたかは不明で、恐らく1月19日にNKVDによって、アメリカのスパイとして逮捕されたと見られている。アメリカのスパイとされた根拠としては、ワレンバーグは戦争難民局から支給された大量のアメリカドル紙幣を所有していたこと、同局からの依頼によって、普通なら誰も救済しないユダヤ人の救済にワレンバーグが取り組んでいたこと、OSSの職員と接点があったこと、これらの情報をソ連側が掴んでいたためアメリカのスパイとして逮捕したというのが根拠である。1989年に、ワレンバーグの家族に返還されたワレンバーグの所持品には、ニコライ・ブルガーニン国防人民委員副委員（当時）の署名入りの逮捕状があったが、逮捕理由は記載されていなかった。
ワレンバーグとその運転手ヴィルモシュ・ラングフェルダーは、2月6日にルビャンカに投獄され、5月29日には、レフォルトヴォ刑務所へ移送、1947年3月にルビャンカに再送され、同年3月11日、ワレンバーグに対する最後の尋問が行われたとされる。なお、ヴィルモシュ・ラングフェルダーは、1948年3月2日に獄死した。

### ソ連側の声明並びに死去と死去を巡る疑惑
ワレンバーグの身柄については、ソ連の声明は二転三転している。ワレンバーグが失踪する直前の1945年1月15日又は16日、ソ連政府は「ワレンバーグは、わがソ連軍が保護している。」と在モスクワのスウェーデン大使館に声明を出し、同年2月には、ワレンバーグは、ソ連領内に滞在していると声明を出していた。しかし、それ以降のワレンバーグに関しての問い合わせについては、ソ連政府は回答を拒絶していた。1947年8月18日のソ連側の回答は、「ワレンバーグは、ソ連領内におらず、ブダペストの市街地戦で死亡したか、矢十字党に殺されたのではないか」と回答した。1956年、ニキータ・フルシチョフがスウェーデン訪問時、スウェーデン政府は、ワレンバーグを議題に出したところ、フルシチョフは激怒し、議論を打ち切った。1957年2月6日、スウェーデン政府による執拗な情報公開請求に対して、とうとうソ連政府は折れ、アンドレイ・グロムイコは、ワレンバーグが1947年7月17日に急性心筋梗塞によって死去したことを公表した。
しかし、ワレンバーグが死去したという発表について、1957年以降もワレンバーグの目撃証言があり、いつ死去したかについては疑義がある。1947年から1980年までの間に、ワレンバーグを目撃したという証言は21の刑務所で確認され、1977年にもたらされた証言では、ソ連の刑務所で投獄後30年間生き延びたスウェーデン人がいるという証言もあった。2010年4月1日、ロシア・セキリュティー・サービスの資料室から、ワレンバーグが死亡したとソ連当局が発表した6日後に行われた「囚人第7番」と呼ばれる男の尋問録が見つかり、この人物がワレンバーグと同一人物である可能性が高いとされ、今後の調査が待たれる。

### 顕彰
1963年11月26日、ワレンバーグは、諸国民の中の正義の人を授けられた。1979年にはイスラエルでワレンバーグの顕彰碑がつくられ、1986年にイスラエルで初めての名誉国民に選ばれた。アメリカ合衆国でも1981年に、ワレンバーグに名誉市民権が与えられた。
1986年に始まったゴルバチョフ政権のグラスノスチによって多くの機密資料が解禁され、その中にワレンバーグが1947年7月に収容所で病死したとする資料が発見された。1989年10月、ソ連政府は、ワレンバーグの遺族に、ワレンバーグの所持品を遺族に返還した。1991年のソ連崩壊後に、ソ連とスウェーデンとで合同調査委員会が設立され、2000年12月にモスクワ発のAP通信で報道された内容では、ワレンバーグはスパイ疑惑によって逮捕され、1947年に射殺されたか、劣悪な環境に置かれ適切な医療処置を受けられなかったため心筋梗塞で死亡したのではないかということが公表された。2000年12月、ロシア検察総庁はワレンバーグの名誉回復手続に着手し、2001年1月、名誉回復の文書がスウェーデン大使とハンガリー大使に手渡された。
ワレンバーグの遺族代理人はスウェーデン政府に対して死亡証明書の発行を要望していた。2016年10月31日、スウェーデン政府はワレンバーグの死亡を正式に認定し、公式の死亡年月日を1952年7月31日とした。
ワレンバーグの功績は世界中で評価され、世界各国で学校名に使用されている。また1981年にはアメリカにてラウル･ウォーレンバーグ委員会が設立され、ミシガン大学では人権、人道を表彰するワレンバーグ勲章(Wallenberg Medal)を1990年から贈っている。ブダペストのゲットー地区であったドハーニ街シナゴーグにはラウル・ワレンバーグ ホロコースト記念公園がある。

## 映像化
1985年にアメリカNBCのテレビ映画『Wallenberg: A Hero's Story』(リチャード・チェンバレン主演)、1990年のスウェーデン映画『Good Evening, Mr. Wallenberg(Good Evening, Mr. Wallenberg)』ではステラン・スカルスガルドがラウル役を演じた。スペインのテレビ番組制作社によるドキュメンタリー番組『Raoul Wallenberg: Buried Alive』(1984年) 『Searching for Wallenberg』(2003年) 『El ángel de Budapest(Angel of Budapest) 』(2011年1月)が製作、放送されている。